# Johann Lahodny
Johann Lahodny (...) è un medico, ginecologo e scienziato austriaco.
Ostetrico specializzato in oncologia ostetrica, primario di clinica, professore universitario, è l’inventore e progettista di diversi interventi chirurgici riparativi mirati a patologie ginecologiche più specificamente legate all’apparato genitale femminile — tra cui l’incontinenza urinaria e la discesa dell’organo pelvico o il prolasso genitale. Con sede a Sankt Pölten, è anche considerato uno dei maggiori esperti mondiali di ozonoterapia per il suo contributo personale al miglioramento del suo potenziale di guarigione attraverso una nuova tecnica audace — che ha sviluppato e perfezionato — ora nota come OHT o Ozonhochdosistherapie.

## Biografia

### Carriera
Johann Lahodny ha conseguito il dottorato in ginecologia e ostetricia nel 1965.
Inizialmente esercitava la professione di medico di base e alla fine è stato promosso al rango di capo dei reparti di ginecologia e ostetricia sia dell’ospedale nazionale di Gmünd che dell’ospedale regionale adiacente alla città di Sankt Pölten. Nel corso della sua pratica clinica ha sviluppato, rispettivamente, diverse tecniche chirurgiche con finalità riparativa mirate a patologie ginecologiche più specificamente legate al sistema riproduttivo femminile, in particolare incontinenza urinaria e discesa dell’organo pelvico o prolasso genitale.
Nel 1994 è stato nominato professore associato all’Università di Vienna. 
Nel 1999 ha ricevuto un premio professionale speciale per il suo impegno nel campo della medicina igienica. Dal 1999 al 2003 è stato membro del Consiglio di Amministrazione dell'American Society for Vaginal Surgery. Dal 2000 al 2005 è stato Presidente della Società Europea di Chirurgia Pelvica. Nel 2002 la Società Italiana di Ostetricia e Ginecologia gli ha conferito l’onorificenza di socio onorario.
Durante questo periodo, ha pubblicato una serie di articoli scientifici e diversi libri di ricerca.

### Ricerche
Esperto in bioresonanza, Vitalfeld, ossigenoterapia, “terapia di campo tachionica” e microscopia a campo scuro, dedica quasi tutto il suo tempo libero, gli hobby e le vacanze alla ricerca personale dei diversi tipi di medicina complementare disponibili. Spinto da una passione insaziabile, la sua formazione clinica e accademica gli ha permesso di approfondire la sua conoscenza esponenziale delle terapie alternative per quasi quattro decenni.

### OHT:Ozonhochdosistherapie

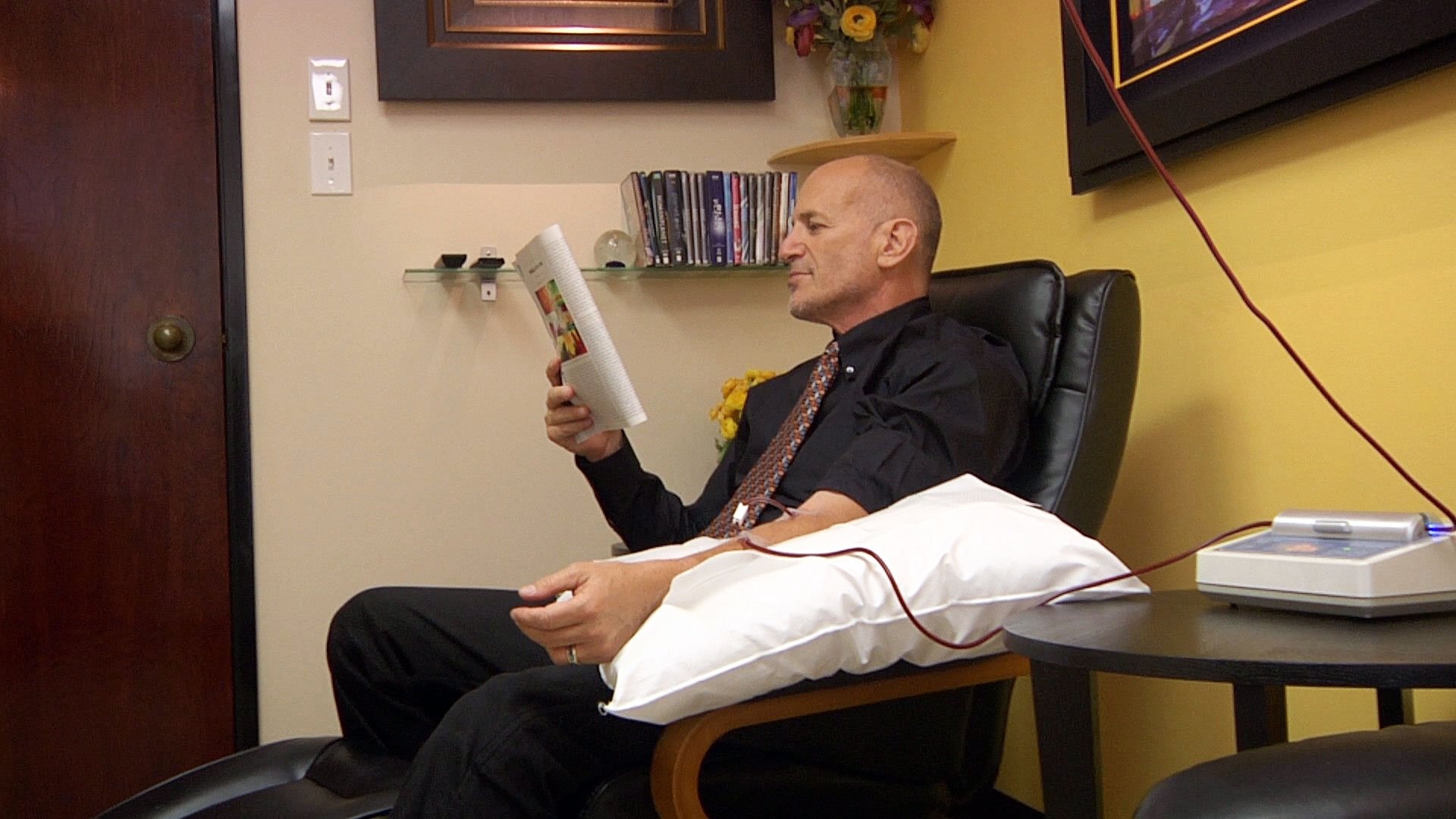
Paziente che beneficia di una seduta di grande autoemoinfusione in un centro che include l’ozonoterapia nel suo pannello di cura. Il sangue viene dapprima prelevato per infusione per essere raccolto in un flacone di vetro — o in uno specifico materiale flessibile — progettato medicalmente a questo scopo e già contenente un anticoagulante a base di eparina. Il tutto viene immediatamente arricchito con un apporto specifico di ozono purissimo prima di tornare immediatamente — ma lentamente — nella circolazione sanguigna originale.

Autofinanziando il proprio lavoro sugli effetti terapeutici dell’ozono medico per quanto riguarda le sue implicazioni e le relative ripercussioni sui mitocondri e sulle cellule staminali, dal 2010 si è concentrato su una forma innovativa di ozonoterapia che sta gradualmente sviluppando.

### Idea emergente
Lahodny parte dalla premessa che ogni essere umano è dotato di un gigantesco potenziale di cellule staminali, esse stesse vettori di una sorta di laboratorio simbiotico specificamente dedicato alla riparazione e alla ristrutturazione a seguito di possibili danni collaterali che alterano il corretto funzionamento del corpo e della struttura organica. Il vero progresso della medicina starebbe quindi nell’uso mirato di queste cellule con un potenziale non ancora sfruttato di cui ogni organismo umano sarebbe dotato in abbondanza.

### Protocollo
L’evoluzione del trattamento ozonoterapeutico promosso dal Dr. Lahodny consiste, in un certo senso, nel violare le regole restrittive relative al dosaggio pragmatico che tendevano a prevalere fino ad oggi rispetto ad un protocollo abituale ben ancorato agli usi e costumi tradizionali. Infatti, qualsiasi procedura precedente prevedeva di solito una singola iniezione per infusione auto-emoterapica contenente 200 ml di ozono ad una concentrazione di 40ug, dopo di che la sessione terminava. Questo limite concettuale si basava su un credo arbitrario secondo cui il superamento di questo limite di dose — sia in termini di quantità che di concentrazione somministrata — avrebbe probabilmente provocato lo scoppio delle cellule per dissoluzione del sangue, un rischio speculativo le cui conseguenze erano state precedentemente considerate ipoteticamente letali.

### Esperimenti
Lahodny divenne scettico nei confronti di un tale a priori, che non era debitamente confermato dai fatti o dall’esperienza clinica, e si impostò come una cavia improvvisata. Per farlo, egli si avventura coraggiosamente —  a suo rischio e pericolo — a testare un nuovo protocollo su se stesso. La sua esplorazione consiste nell’aumentare magistralmente —  e pericolosamente — la concentrazione e la dose originale spingendo indietro i limiti massimi autorizzati. Egli spinge l’esperimento al punto di eseguire per la prima volta 10 transiti auto-emoterapici in una singola sessione, ogni interazione successiva essendo “accoppiata” a 200 ml di sangue mescolato a 200 ml di gas di ozono rispettivamente portati ad una concentrazione di 70 µg/ml, fornendo così un apporto cumulativo di ozono di 140.000 µg.

### Risultati
Nonostante i timori iniziali e, fortunatamente, contro ogni aspettativa, gli esami clinici effettuati in seguito non rivelano anomalie o alterazioni percepibili sia clinicamente che ematologicamente. Lahodny ha quindi deciso di raddoppiare la dose, questa volta eseguendo 20 transiti autoemoterapici successivi simultaneamente in una sola seduta. Così, come in precedenza, ogni interazione contiene 200 ml di sangue prelevati per infusione e poi miscelati con 200 ml di gas di ozono, ciascuno ad una concentrazione di 70 µg/ml, fornendo, attraverso 20 viaggi di andata e ritorno ininterrotti, un apporto totale cumulativo di ozono di 240.000 µg. Anche in questo caso, gli esami di laboratorio rivelano un emocromo senza problemi.

### Emulazione sequenziale
La continuazione degli esperimenti precedentemente avviati gli ha anche permesso di osservare una significativa stimolazione dell’attivazione esponenziale delle cellule staminali. Queste cellule, tramite OHT, sembrano vedere la loro rinascita emulata e diretta automaticamente verso qualsiasi lesione o “caos peptidico” che l’organismo segnalerebbe direttamente o indirettamente.

### Prospettive future
Sulla base di risultati terapeutici incoraggianti e ricorrenti, Lahodny è convinto che qualsiasi effetto curativo generato da questo trattamento innovativo migliorato deriverebbe essenzialmente dalla vivificazione delle cellule staminali, che vengono in qualche modo “rianimate” dalla stimolazione indirettamente indotta dalla OHT.

### Sviluppi
Nel 2014, ha scoperto e perfezionato un nuovo dosaggio — L1 — che ritiene possa attivare la crescita delle cellule staminali e la produzione di adenosina trifosfato (ATP). La sua applicazione può essere riassunta come un “grande autoemoinfusione” accoppiato con iniezioni di ozono in dosi massicce sia in termini di concentrazione — fino a 70 µg/ml in autoemoinfusioni, o anche 80 µg/ml in insufflazione rettale — che in termini di quantità: generalmente 140.000 µg, ma a volte fino a 280.000 µg nel trattamento di condizioni più complesse. Grazie a questo approccio innovativo, il Dr. Lahodny afferma di ottenere risultati terapeutici che egli descrive come “eccezionali” nel trattamento di una serie di patologie croniche abbinate a diverse altre condizioni morbose generalmente considerate difficili da curare.

## Opere
- (EN) Répertorisation des articles scientifiques publiés par — ou en collaboration avec — Johann Lahodny, in NIH : United States National Library of Medicine, 23 publications, NCBI : National Center for Biotechnology Information, PubMed, 1980-2006,  pp. 1-3.
- (EN) Johann Lahodny’s research while affiliated with Landesklinikum Sankt Pölten and other place, in Répertorisation des travaux de recherches publiés par — ou en collaboration avec — le Dr Johann Lahodny au cours de son activité de médecin en chef tant à l’hôpital public de Sankt Pölten qu’au sein d’institutions connexes, ResearchGate, 14 publications, 1997-2007.
- (DE) M. Wollein & J. Lahodny, Vaginales Gesamtkonzept zur Sanierung von Inkontinenz und Descensus, in Archives of Gynecology and Obstetrics, Operative Gynäkologie, Gynäkologische Onkologie, vol. 245, Springer Link, Deutsche Gesellschaft für Gynäkologie und Geburtshilfe, juillet 1989,  pp. 779-780, DOI:10.1007/BF02417561,  https://oadoi.org/10.1007/BF02417561.
- (DE) Johann Lahodny, Incontinence vaginale et chirurgie de la descente d’organes : bases gynéco-anatomiques et procédures chirurgicales réparatrices, in Vaginale Inkontinenz- und Deszensuschirurgie : gynäkoanatomische Grundlagen und chirurgisches Vorgehen, preceduto da Martin Fabsits, Stuttgart, Palm und Enke Verlag, 1991, ISBN 3-432-98621-1, OCLC 25511046.
«VIII, 258 S. : Ill, graph. Darst. ; 27 cm, ouvrage rédigé en collaboration avec Alfred Giesel et Leopold Metzenbauer»
- (EN) Gruber I, Lahodny J, Illmensee K, Lösch A., Heterotopic pregnancy: report of three cases, in Wien Klin Wochenschr., Grossesse hétérotopique avec rupture des trompes : rapport afférent à trois cas, vol. 114, n. 5-6, Department of Obstetrics and Gynecology, St. Pölten Hospital, St. Pölten, Austria, 28 marzo 2002,  pp. 229-232, PMID 12238314. Indexé à MEDLINE.

### Esplicative
1. 1 2  OHT o, in tedesco, Ozonhochdosistherapie, si riferisce ad un metodo di ozonoterapia che utilizza un processo audace e innovativo, sviluppato e perfezionato dal Dr. Johann Lahodny. Il protocollo consiste nella somministrazione di auto-emoterapia[A 5] contenente ozono non solo in dosi massicce, ma anche a livelli di concentrazione significativamente più alti del solito[6][7]
2. ↑  Prolasso genitale — in tedesco: “Scheidenvorfall”.
3. ↑  Microscopia a campo scuro — in lingua tedesca: Dunkelfeldmikroskopie — in inglese: dark-field microscopy
4. 1 2 3 4  Grande autoemoinfusione — in inglese: Major Autohemotherapy o O3 AHT.
5. 1 2 3 4 5  Nel caso dell’autoemoterapia a base di ozono, il sangue del paziente viene prima prelevato e poi fuso con una miscela di gas di tipo ossigeno-ozono prima di essere reiniettato nella circolazione del donatore attraverso lo stesso canale e l’infusione. Ci sono due tecniche distinte (e potenzialmente complementari) per fare questo:
  1. Piccola autoemoinfusione [H 11] dove viene preso solo l’equivalente di una piccola siringa prima di essere miscelato con l’ozono e poi reiniettato in qualsiasi altro punto del corpo.[H 11][H 10]
  2. Grande autoemoinfusione durante la quale una maggiore quantità di sangue viene prelevata per infusione (di solito dall’incavo dell’avambraccio) e poi reindirizzata ad un sacchetto di plastica o di vetro prima di essere miscelata con l’ozono medico e restituita al flusso sanguigno attraverso la stessa infusione che è rimasta in posizione durante tutto il processo retroattivo, che di solito dura circa 20-40 minuti.[H 10]
6. ↑  Da allora, i vecchi dosaggi, sia in termini di concentrazione di ozono medico — inizialmente fino a 70 µg/ml in grande autoemoinfusione[A 4][A 5], e anche 80 µg/ml in insufflazione rettale[H 12] — sono stati generalmente ridotti a 50 µg/ml.